# طنبوریت
طنبوریت (به عربی: طنبوریت) یک منطقهٔ مسکونی در لبنان است که در شهرستان صیدا واقع شده‌است. طنبوریت ۳۰۰ متر بالاتر از سطح دریا واقع شده‌است.